# 다퉁구 (화이난시)
다퉁구(한국어: 대통구, 중국어: 大通区, 병음: Dàtōng Qū)는 중화인민공화국 안후이성 화이난 시의 현급 행정구역이다. 넓이는 314km2이고, 인구는 2007년 기준으로 180,000명이다.

## 행정 구역
1개 가도, 3개 진, 1개 향을 관할한다.
- 가도변사소: 大通街道.
- 진: 九龙岗镇, 洛河镇, 上窑镇.
- 향: 孔店乡.